# Pat Patterson
Pierre Clermont (Montreal, Quebec; 19 de enero de 1941-Miami, Florida; 2 de diciembre de 2020) más conocido por su nombre en el ring Pat Patterson, fue un luchador profesional canadiense. Trabajaba para la WWE como asesor creativo. Fue incluido en el Salón de la Fama de la WWE en 1996.

## Carrera

### Inicios
Pat Patterson hizo su debut en Montreal, Quebec en 1958 como "Pretty Boy" Pat Patterson, un luchador afeminado que llevaba lápiz labial rojo y pantalón de color rosa acompañado por su mascota, un French Poodle. Patterson luchó con frecuencia para los afiliados de la National Wrestling Alliance en toda la década de 1960, y fue diez veces campeón por equipo en San Francisco con una variedad de socios. Su vinculación más famoso fue con Ray Stevens, ellos forman el equipo heel, los Blond Bombers. Además, en San Francisco, Patterson fue seis veces Campeón de los Estados Unidos.
Después Stevens se volvió face a finales de 1960, y tuvo un feudo con el heel de Patterson, que culminó en 1970 en un Texas Death match, en la que Stevens ganó el título de Patterson.
En 1970 y 1971, Patterson llevaba una máscara durante sus partidos, y hacía trampa al colocar un objeto extraño en la máscara para añadir potencia a los cabezazos. En 1972, Patterson se volvió face, después de un feudo con Lars Anderson, el cual su mánager fue el Dr. Ken Ramey. Más tarde ese mismo año se asoció con Rocky Johnson y ganó el campeonato por equipos. En 1975 y 1981, Patterson ganó el Cow Palace Battle Royal en San Francisco. The Battle Royal (la batalla real), un evento celebrado anualmente en la década de 1970, es a menudo citado como el precursor del Royal Rumble. Pat dejó la promoción de San Francisco a mediados de 1970, que cerró sus puertas en 1980.

### World Wrestling Federation / Entertainment / WWE
En 1978, Patterson hizo su debut en World Wide Wrestling Federation (WWWF), trabajando como un heel, bajo la tutela del manager The Grand Wizard. Como un villano, los primeros feudos de Patterson eran con el Campeón de Norte América de la WWF Ted DiBiase y el Campeón Mundial de la WWF, Bob Backlund. Durante un combate televisado el 19 de junio en Allentown, Pennsylvania, Patterson derrotó a DiBiase por el Campeonato de Norte América de la WWF noqueándolo con un par de manoplas. Sin embargo Patterson no tuvo éxito frente a Backlund por el Campeonato Mundial de la WWF.
En septiembre de 1979, Patterson supuestamente ganó un torneo celebrado en Río de Janeiro, unificando el Campeonato Norteamericano de la WWF con un "Campeonato Sudamericano" para crear el Campeonato Intercontinental de la WWF en el proceso. No obstante se cree ampliamente que el torneo mencionado nunca tuvo lugar y se inventó para darle legitimidad al Campeonato Intercontinental. (Años más tarde, al parecer, Patterson hizo una broma para los fanes smarks con el uso de una camiseta con la leyenda "Río de Janeiro 1979", frente a las cámaras).

## Vida personal
Él era abiertamente gay. Primero lo admitió en la década de 1970, pero su sexualidad no fue reconocida públicamente o en storylines de la WWE hasta el final de temporada de WWE Legends' House, que se emitió el 12 de junio de 2014.
Su pareja era Louis Dondero. Patterson afirmó en WWE Legends' House que estuvieron juntos durante 40 años y que Dondero murió de un ataque al corazón.
En agosto de 2006, Patterson se sometió a una cirugía cardíaca de emergencia. En octubre, Patterson se recuperó de su operación y fue dado de alta del hospital.

## Muerte
Patterson murió de cáncer el 2 de diciembre de 2020. Tenía 79 años.

## Campeonatos y logros
- American Wrestling Association
  - AWA World Tag Team Championship (1 vez) — con Ray Stevens
- NWA Hollywood Wrestling
  - NWA Americas Heavyweight Championship (1 vez)
- World Championship Wrestling (Australia)
  - IWA World Tag Team Championship (1 vez) — con Art Nelson
- World Wrestling Federation/Entertainment
  - WWF Hardcore Championship (1 vez)
  - WWF Intercontinental Championship (1 vez y primero)
  - WWF North American Heavyweight Championship (1 vez)
  - WWF Hall of Fame (1996)
  - WWE 24/7 Championship (1 vez)